# Internazionali d'Italia 2005
Gli Internazionali d'Italia 2005 (chiamati anche Telecom Italia Masters per motivi di sponsorizzazione) sono stati un torneo di tennis giocato sulla terra rossa. È stata la 62ª edizione del torneo, parte della categoria ATP Masters Series nell'ambito dell'ATP Tour 2005 e della Tier I nell'ambito del WTA Tour 2005. Sia il torneo maschile che quello femminile si sono giocati al Foro Italico di Roma in Italia, il torneo maschile si è giocato dal 2 al 9 maggio 2005, e quello femminile la settimana successiva.

## Campioni

### Singolare maschile
Rafael Nadal ha battuto in finale  Guillermo Coria con il punteggio di 6–4, 3–6, 6–3, 4–6, 7–6(6)

### Singolare femminile
Amélie Mauresmo ha battuto in finale  Patty Schnyder con il punteggio di 2–6, 6–3, 6–4

### Doppio maschile
Michaël Llodra /  Fabrice Santoro hanno battuto in finale  Bob Bryan  /  Mike Bryan con il punteggio di 6–4, 6–2

### Doppio femminile
Cara Black / Liezel Huber hanno battuto in finale  Marija Kirilenko /  Anabel Medina Garrigues con il punteggio di 6–0, 4–6, 6–1